# Státní znak Slovinska
Státní znak Slovinska je tvořen modrým štítem s bílou kresbou hory se třemi vrcholy (prostřední je vyšší) s dvojitým, modrým, zvlněným proužkem v dolní části. Nad prostředním vrcholem jsou tři zlaté, šesticípé hvězdy (2 + 1). Štít je, až na horní část, červeně lemován.
Tři vrcholy představují Triglav, nejvyšší horu Slovinska, vlnité modré čáry symbolizují moře a řeku a hvězdy jsou převzaté z erbu šlechtického rodu Celjských ze 14. a začátku 15. století. Červené lemování štítu je pro soulad s barvami vlajky.

## Historie
Za historický znak Slovinska bývá považován především znak Kraňska. Kraňský znak vyobrazuje na stříbrném štítu modrou orlici s červenou zbrojí a na hrudi s desetkrát červenozlatě šachovaným půlměsícem. Samotnou kraňskou orlici je možné vysledovat do roku 1195.
Kraňský znak jako takový se objevuje od 13. století a vznikl patrně kombinací erbů rodů Andechs-Meranů (orlice) a Spanheimů (červenostříbrné šachování).
Listinou z 12. ledna 1463 císař Fridrich III. Habsburský přidal zlatou korunu; zlatá barva také vystřídala stříbrnou barvu na štítu i v šachovnici. Císařskými dekrety z 22. srpna a 17. listopadu 1836 rozhodl císař Ferdinand I. Dobrotivý o změně kraňského znaku. V novém popisu byly zlaté části s výjimkou koruny opět stříbrné jako před rokem 1463. Počátkem dvacátého století došlo v kraňském znaku k drobné změně, když se šachovnice na hrudi orlice stala zlatočervenou. Po vzniku státu jižních Slovanů po první světové válce se kraňský znak objevoval na standartách příslušníků vládnoucího rodu Karađorđevićů.

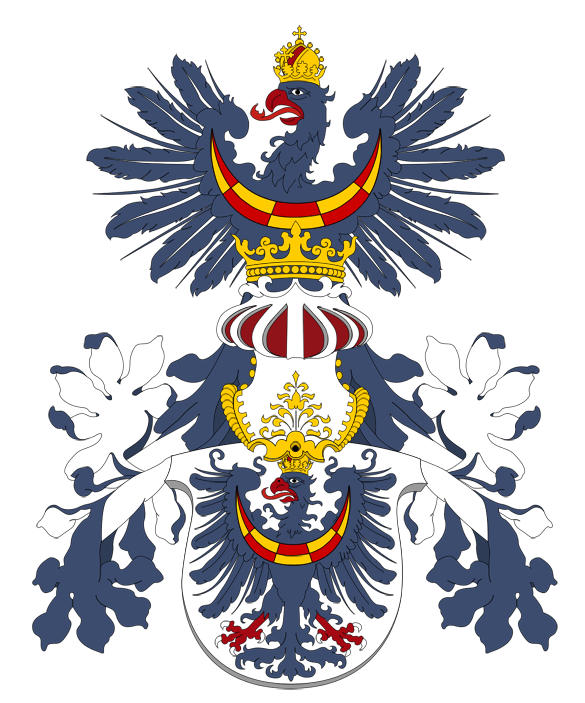
Historicky znak Kraňska (od 13. století)

Po Vídeňském kongresu v roce 1815 bylo Slovinsko připojeno k Rakouskému císařství, které jej začlenilo do Ilyrského království (do roku 1849). Po rakousko-uherském vyrovnání a vzniku Rakouska-Uherska (1867) zůstalo Slovinsko  (resp. jeho hlavní část Kraňsko) součástí Předlitavska jako Kraňské vévodství.
Po 1. světové válce a rozpadu Rakouska-Uherska bylo 1. prosince 1918 vyhlášeno Království Srbů, Chorvatů a Slovinců (od roku 1929 Království Jugoslávie).
V průběhu roku 1920 bylo rozhodnuto, že Slovinsko bude na znaku Království Srbů, Chorvatů a Slovinců zastupováno svým novým znakem, který bude tvořit modrý štít se třemi šesticípými hvězdami, pod nimiž bude půlměsíc. Již první informace o novém slovinském znaku, který měl podle oficiální interpretace odkazovat ke starým Ilyrům, vyvolaly kritiku a odpor: byla zpochybňována historicko-národní vazba Ilyrů se Slovinskem a jako jediný skutečný slovinský znak byla prohlašována kraňská orlice.
Státní znak království byl oficiálně zaveden 28. února 1922 (dle jiného zdroje ale již v roce 1918). Znak byl tvořený královskou korunou korunovaný červený štít, se stříbrným dvouhlavým orlem se zlatým jazykem a zbrojí. Orel nesl třikrát dělený prsní štítek se znaky Srbska, Chorvatska a Slovinska. Slovinská část byla tvořena modrým štít se stříbrným půlměsícem s cípy obrácenými vzhůru, mezi nimiž byla stříbrná, pěticípá hvězda. Štít symbolizoval ideu domnělé vazby s dávnými Ilyry (Ilyrismus).
28. června 1921 bylo na státním znaku nepatrně upraveno dolní, kritizované slovinské pole štítu – stříbrná, pěticípá hvězda byla nahrazena třemi zlatými, šesticípými hvězdami (1 + 2). Stalo se tak přijetím Vidovdanské ústavy, článkem č. 2.
3. října 1929 bylo Království Srbů, Chorvatů a Slovinců přejmenováno na Království Jugoslávie, ke změně symbolů nedošlo.

Znak Království Srbů, Chorvatů a Slovinců (1918/1922–1929) Znak Království Jugoslávie (1929–1945)
Slovinská část znaku Království Jugoslávie

Za druhé světové války bylo území Slovinska rozděleno mezi Německo, Itálii a Maďarsko. Itálie poskytla Slovinsku autonomii, nové symboly však zavedeny nebyly. 
Osvobozenecká fronta, hlavní slovinská představitelka národněosvobozeneckého boje za druhé světové války, měla ve svém emblému trojvrší Triglavu. Autorem emblému Osvobozenecké fronty byl Edvard Ravnikar, který zkombinoval národní symbol Triglavu s pěticípou hvězdou symbolizující význam komunistů v Osvobozenecké frontě. 
Partyzáni užívali (mimo jiné) prapor Fronty osvobození slovinského národa, který obsahoval zlatou nití vyšité obrysy Triglavu, který se promítl i na pozdější znak.
29. listopadu 1945 byla vyhlášena Federativní lidová republika Jugoslávie a Lidová republika Slovinsko, jako její svazová republika. Státním znakem Jugoslávie se stal mírně upravený znak, užívaný již od roku 1943. 18. ledna 1947 byl historicky první slovinskou ústavou (ústavou Lidové republiky Slovinsko), přijatou 16. ledna 1947, zaveden slovinský znak. Motiv Triglavu zůstal zachován, znak byl tvořený kruhovým, stříbrným polem s modrou siluetou Triglavu s trojitým, zvlněným, stříbrným proužkem v dolní části. Vše bylo lemováno zlatým věncem obilných klasů, propletených lipovými listy a červenou stuhou. Vrcholem znaku byla červená, zlatě lemovaná, pěticípá hvězda. Autorem znaku byl Branko Simčič. V článku č. 3 byl popis znaku:
| „                                              | Státní znak Lidové republiky Slovinsko je pole obklopené žitným klasem. Klas je propleten s lipovými listy. Mezi vrcholy klasu je pěticípá hvězda. V dolní části pole jsou tři vlnité linie představující moře. Nad nimi se tyčí tři vrcholy, z nichž prostřední je vyšší, boční stejné; vrcholy představují Triglav. | “ |
| — Ust. čl. 3 Ústavy Lidové republiky Slovinsko | |   |

7. dubna 1963 byla (v souvislosti s přijetím nové ústavy) přejmenována Federativní lidová republika Jugoslávie na Socialistickou federativní republiku Jugoslávie (SFRJ) a Lidová republika Slovinsko na Socialistickou republiku Slovinsko – symboly federativních symbolu byly změněny, slovinské však ne. Symboly byly v roce 1974 potvrzeny slovinskou ústavou.

Slovinský znak v rámci Jugoslávie (1947–1991)

V roce 1990 proběhly ve Slovinsku první svobodné volby (vyhrála koalice DEMOS) a v této souvislosti byla 8. března 1990 země přejmenována na Slovinskou republiku a 2. června vyhlásila úplnou svrchovanost v rámci SFRJ. V prosinci se v referendu voliči vyslovili pro plnou nezávislost Slovinska, která byla vyhlášena 25. června 1991 a vedla již 27. června k ozbrojenému konfliktu s jugoslávskou armádou. Po několika týdnech bylo (díky dobře připravené slovinské armádě) uzavřeno příměří a 8. října 1991 byla vyhlášena plná nezávislost země.
Nový znak Slovinska navrhl sochař Marko Pogačnik, a byl popsán ve stém dodatku slovinské ústavy z června 1991:
| „                                              | Státní znak Republiky Slovinsko má tvar štítu. Uprostřed štítu je na modrém pozadí silueta Triglavu v bílé barvě, pod ním jsou dvě vlnité modré čáry, které představují moře a řeky, nad nejvyšším vrcholem jsou v trojúhelníku umístěny tři zlaté šesticípé hvězdy. Štít je červeně lemován. | “ |
| — Dodatek C odst. 2 Ústavy Republiky Slovinsko | |   |

Pojetí znaku je podle jeho autora ovlivněno dílem básníka France Prešerena a architekta Jože Plečnika. Prešeren úvodem své básně Krst pri Savici zmiňuje Triglav, pod ním hladinu jezera a nad ním zlaté světlo, což jsou podobné prvky jaké využil Pogačnik ve znaku. Zatímco byl v období komunistického politického monopolu motiv Triglavu spojován především s emblémem Osvobozenecké fronty, povšiml si Pogačnik díla Jože Plečnika již z roku 1934. V tomto roce vytvořil Plečnik mariánský sloup, který se dnes nachází v Bledu, na němž není vytesán znak Slovinska z oficiálního znaku království Jugoslávie, ale zvláštní emblém, na němž se nachází Triglav s šesticípou hvězdou nad ním. Podle všeho byl Plečnikův mariánský sloup také inspirací pro Ravnikara a jeho emblém Osvobozenecké fronty.
Tři šestiramenné zlaté hvězdy nacházející se nad Triglavem pocházejí z erbu hrabat z Celje. Tento, původně německý rytířský rod, na nějaký čas sjednotil většinu území se slovinským obyvatelstvem. Původní skutečný význam hvězd je neznámý. V současnosti se spekuluje o tom, že tři hvězdy mají symbolizovat Slunce, a to při svítání, v zenitu a při západu. Absence významu hvězd byla a je motivem i dalších spekulací. Již v meziválečném období se objevovala účelová interpretace, podle níž usilovali již Celjští o národně-státní sjednocení jižních Slovanů a tři hvězdy v jejich znaku tak předvídaly tři plemena jednoho jihoslovanského národa. Tyto spekulace však byly i ve své době odmítány. V souvislosti se slovinským státním znakem jsou dnes hvězdy prezentovány jako symbol kulturní a správní tradice Slovinska a jeho zapojení do proudu evropských dějin, neboť Celjští se díky dědickým smlouvám a výhodné sňatkové politice zařadili v pozdním středověku mezi přední evropské šlechtické rody. Erb Celjských je dnes znakem městské občiny Celje.
Oficiálně byl znak uzákoněn až 21. října 1994 Zákonem o znaku, vlajce a hymně Republiky Slovinsko a slovinské národní vlajce, který nabyly účinnosti 27. října 1994 (zveřejněním v Úředním věstníku Republiky Slovinsko č. 67).